# 제46회 골든 글로브상
제46회 골든 글로브상은 1988년 상영된 영화 중 가장 뛰어난 영화를 수상하기 위해 1989년 1월에 열린 시상식이다. 미국,캘리포니아/비버리 힐튼 호텔에서 개최되었다.

## 수상 및 후보

### 세실 B. 데밀 상
- 도리스 데이 수상

### 작품상-드라마
- 레인 맨 - 베리 레빈슨 수상
- 우연한 방문객 - 로렌스 캐스단
- 어둠 속의 외침 - 프레드 쉐피시
- 정글 속의 고릴라 - 마이클 앱티드
- 프라하의 봄 - 필립 카우프만
- 미시시피 버닝 - 앨런 파커

### 여우주연상-드라마
- 마담 소사츠카 - 셜리 맥클레인 수상
- 피고인 - 조디 포스터 수상
- 정글 속의 고릴라 - 시고니 위버 수상
- 허공에의 질주 - 크리스틴 라티
- 어둠 속의 외침 - 메릴 스트립

### 남우주연상-드라마
- 레인 맨 - 더스틴 호프만 수상
- 닉키와 지노 - 톰 헐스
- 스탠드 업 - 에드워드 제임스 올모스
- 미시시피 버닝 - 진 핵크만
- 버드 - 포레스트 휘태커

### 작품상-뮤지컬코미디
- 워킹 걸 - 마이크 니콜스 수상
- 허공에의 질주 - 시드니 루멧
- 빅 - 페니 마샬
- 미드나잇 런 - 마틴 브레스트

### 여우주연상-뮤지컬코미디
- 워킹 걸 - 멜라니 그리피스 수상
- 19번째 남자 - 수잔 서랜든
- 완다라는 이름의 물고기 - 제이미 리 커티스
- 마피아의 아내 - 미셸 파이퍼

### 남우주연상-뮤지컬코미디
- 빅 - 톰 행크스 수상
- 미드나잇 런 - 로버트 드 니로
- 누가 로져 래빗을 모함했나 - 봅 홉킨스
- 화려한 사기꾼 - 마이클 케인
- 완다라는 이름의 물고기 - 존 클리즈

### 여우조연상
- 워킹 걸 - 시고니 위버 수상
- 독재자 파라돌 - 소냐 브라가
- 프라하의 봄 - 레나 올린
- 버드 - 다이안 베노라
- 워킹 걸 - 마이크 니콜스

### 남우조연상
- 터커 - 마틴 랜도 수상
- 리틀 도리트 - 알렉 기네스
- 허공에의 질주 - 리버 피닉스
- 독재자 파라돌 - 라울 줄리아
- 스탠드 업 - 루 다이아몬드 필립스

### 외국어 영화상
- 정복자 펠레 - 빌 어거스트 수상
- 바베트의 만찬 - 가브리엘 엑셀
- 하누센 - 이스트반 자보
- 신경쇠약 직전의 여자 - 페드로 알모도바르
- 살람 봄베이 - 미라 네이어

### 감독상
- 버드 - 클린트 이스트우드 수상
- 레인 맨 - 베리 레빈슨
- 어둠 속의 외침 - 프레드 쉐피시
- 허공에의 질주 - 시드니 루멧
- 미시시피 버닝 - 앨런 파커

### 각본상
- 허공에의 질주 - 나오미 포너 수상
- 어둠 속의 외침 - 로버트 카스웰
- 미시시피 버닝 - 크리스 제롤모
- 레인 맨 - 로널드 바스
- 워킹 걸 - 케빈 웨이드

### 음악상
- 정글 속의 고릴라 - 모리스 자르 수상
- 우연한 방문객 - 존 윌리엄스

### 주제가상
- 도둑과 아내 - 필 콜린스 수상
- 워킹 걸 - 카릴 시몬 수상

## 같이 보기
- 제61회 아카데미상
- 제9회 골든 래즈베리상
- 제42회 영국 아카데미 영화상